# Râul Aluniș, Săcuieu
Râul Aluniș este un curs de apă, afluent al râului Săcuieu.

## Hărți
- Harta județului Cluj